# Calicnemia pulverulans
Calicnemia pulverulans är en trollsländeart som först beskrevs av Selys 1886.  Calicnemia pulverulans ingår i släktet Calicnemia och familjen flodflicksländor. IUCN kategoriserar arten globalt som livskraftig. Inga underarter finns listade i Catalogue of Life.